# Economia de Fiji
A economia de Fiji, país bem dotado de recursos florestais, minerais e de pesca, é uma das mais desenvolvidas do Oceano Pacífico. A exportação de açúcar, as remessas de dinheiro feitas por fijianos residentes no exterior, e o turismo (de 300 a 400 mil turistas por ano visitam o país) são as principais fontes de receitas do país. Entretanto, após o golpe de estado de dezembro de 2006, o país tem enfrentado dificuldades: o movimento turístico caiu, e espera-se uma redução de 6% dos empregos neste setor como consequência desta queda. Mais de 70% da força de trabalho está ocupada no setor primário, que responde por menos de 20% do PIB.
O açúcar fijiano tem como destino principal a União Europeia (UE), porém esta exportação será afetada após a decisão da UE de cortar os subsídios. Em 2007 a ajuda econômica da UE ao país foi suspensa, enquanto o governo que assumiu o poder após o golpe de estado não estabelece um cronograma para novas eleições.